# Хоральная синагога (Дрогобыч)
Хора́льная синаго́га — памятник архитектуры и культуры в городе Дрогобыч (Украина), находится на улице Ф. Орлика (бывшая Герцена).

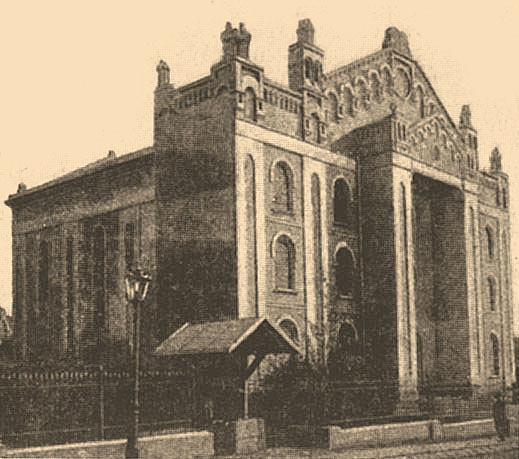
Хоральная синагога, 1906 год

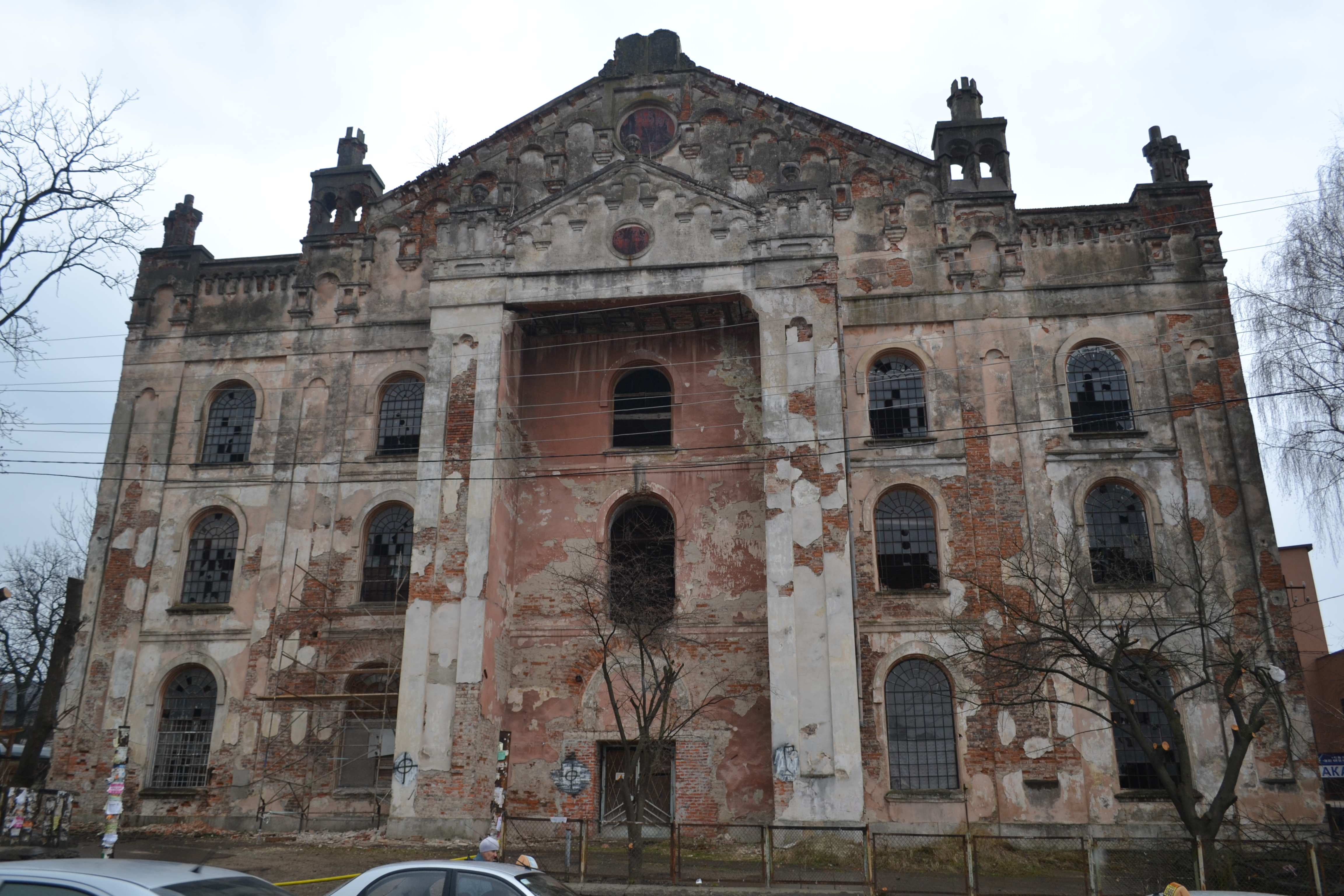
Хоральная синагога до реставрации, 2014 год

В Дрогобыче со времён средневековья и до Второй мировой войны евреи составляли около половины населения города (в 1869 году — 47,7 %, в 1880 году — более 50 %) , община играла важную роль в экономике города, в особенности в солеварении , а затем и нефтедобыче.
Хоральная синагога была построена в 1842—1865 году и стала крупнейшей в Восточной Галиции.
После окончания Великой Отечественной войны в ней был размещён склад соли, затем мебельный магазин, в пристройках — продуктовые склады.
В 1990-х годах здание было передано еврейской общине города, однако позже было разграблено и подожжено. В 2000-х годах прошла реконструкция, после которой в июле 2018 года произошло открытие.